# Rekordy i statystyki Polonii Bytom
Ten artykuł przedstawia rekordy i statystyki Polonii Bytom.

## Statystyki
- Liczba sezonów w I lidze i Ekstraklasie – 33
- Liczba sezonów w II lidze – 25
- Liczba sezonów w III lidze – 4

### I liga i Ekstraklasa
Stan po sezonie 2008/2009
- Liczba meczów ogółem – 832
- Liczba zwycięstw – 274
- Liczba remisów – 255
- Liczba porażek – 302
- Bramki zdobyte – 1041
- Bramki stracone – 1065

### II liga
Stan po sezonie 2006/2007
- Liczba meczów ogółem – 804
- Liczba zwycięstw – 326
- Liczba remisów – 241
- Liczba porażek – 237
- Bramki zdobyte – 972
- Bramki stracone – 766

## Inauguracje
- Pierwszy mecz – z Pogonią Katowice - wynik nieznany[3]
- Pierwsza udokumentowana porażka – z Poniatowskim Szombierki - 1:4[3]
- Pierwszy udokumentowany remis – z Royal Oxford - wynik nieznany[4]
- Pierwsze udokumentowane zwycięstwo – z 13 Sosnowiec - 5:1[4]
- Pierwszy mecz po wojnie – z Wartą Poznań - 3:2[4]
- Pierwszy mecz w I lidze – 14 marca 1948 z Legią Warszawa - 1:3[5]
- Pierwszy mecz o punkty z zagraniczną drużyną – 17 września 1958 z MTK Budapeszt - 0:3[6]
- Pierwszy mecz przy sztucznym oświetleniu – 2 maja 1959 roku na Stadionie Śląskim z Polonią Bydgoszcz 5:0 (3:0)[7]
- Pierwszy mecz przy sztucznym oświetleniu w meczu u siebie – 26 lutego 2008 roku z Legią Warszawa 0:2 (0:0)[8]
- Pierwszy gol w ekstraklasie – Jan Wiśniewski 14 marca 1948 w meczu z Legią Warszawa (1:3)[5]
- Pierwszy gol w europejskich pucharach – Norbert Pogrzeba 12 września 1962 w meczu z Panathinaikosem 2:1
- Pierwszy mecz w Pucharze Polski – 25 marca 1951 z Cracovią 2:1
- Pierwszy gol w Pucharze Polski – Jan Wiśniewski 25 marca 1951 w meczu z Cracovią

## Rekordy

### Klubowe
- Najwyższe zwycięstwo – 9:0 4 czerwca 2022 z Foto-Higieną Gać; 30 marca 1947 9:1 z Ogniskiem Siedlce[9], 8:0 z Ruchem Chorzów w sezonie 1964/65
- Najwyższa porażka – 0:7 z Ruchem Chorzów w sezonie 1952
- Najwyższe zwycięstwo w Pucharze Polski – 6:0 3 sierpnia 1988 z Polonią Leszno
- Najwyższa porażka w Pucharze Polski – 0:6 15 sierpnia 1999 z Inkopaksem Wrocław
- Najwyższa frekwencja w meczu u siebie – 60000 widzów w meczu z FC Schalke 04 w Pucharze Intertoto - 6:0
- Najwięcej punktów w sezonie ligowym przy trzech punktach za zwycięstwo – 63 (1999/2000, 2006/2007[10])
- Najwięcej punktów w sezonie ligowym przy dwóch punktach za zwycięstwo – 48 (1989/1990)
- Najmniej punktów w sezonie ligowym przy trzech punktach za zwycięstwo – 35 (2005/2006)
- Najmniej punktów w sezonie ligowym przy dwóch punktach za zwycięstwo – 16 w 30 meczach (1979/1980), 16 w 22 meczach (1951)
- Największa dodatnia różnica bramkowa w sezonie – +35 (1950)
- Największa ujemna różnica bramkowa w sezonie – -24 (1979/1980)
- Najwięcej zwycięstw w sezonie ligowym – 19 (2006/2007) w 34 meczach
- Najmniej zwycięstw w sezonie ligowym – 3 (1979/1980) w 30 meczach
- Najwięcej porażek w sezonie ligowym – 19 (2006/2007) w 46 meczach
- Najmniej porażek w sezonie ligowym – 6 (1985/1986, 2004/2005) w 30 meczach
- Najwięcej remisów w sezonie ligowym – 13 (1977/1978) w 30 meczach
- Tabela wszech czasów Ekstraklasy w piłce nożnej

### Indywidualne
- Najwięcej meczów w I lidze: Paweł Orzechowski - 329
- Najwięcej bramek w I lidze: Jan Liberda - 145

## Reprezentacja Polski
- Pierwszy piłkarz Polonii w reprezentacji Polski – Zygmunt Kulawik w meczu z Rumunią 19 lipca 1947 w Warszawie - 1:2[11]
- Pierwszy gol w reprezentacji Polski – Kazimierz Trampisz w meczu z Francją (2:1) na Igrzyskach Olimpijskich w Helsinkach. Mecz odbył się 15 lipca 1952 w Lahti, a bramka padła w 21 minucie[11].